# Lycosa philadelphiana
Lycosa philadelphiana este o specie de păianjeni din genul Lycosa, familia Lycosidae, descrisă de Walckenaer, 1837. Conform Catalogue of Life specia Lycosa philadelphiana nu are subspecii cunoscute.